# Aedes
Aedes é um género de mosquito com listras pretas e brancas em seu corpo, originário de zonas tropicais e subtropicais e transmissor de diferentes doenças ao ser humano. O nome do gênero provém do grego ἀηδής (aēdēs), que significa "desagradável" . Na Polinésia, a espécie Aedes polynesiensis é responsável pela transmissão da filariose humana. O gênero Aedes foi descrito por Johann Wilhelm Meigen em 1818. Há, atualmente, alguns movimentos controversos na direção de abolir Aedes como um nome genérico e para substituí-lo por Stegomyia, que, atualmente, é o nome de seu subgênero. O Aedes é marcado com listras pretas e brancas em seu corpo e pernas. Atualmente, o genoma do Aedes aegypti está sendo sequenciado pelo Broad Institute e o Institute for Genomic Research (TIGR). O conjunto inicial foi liberado em agosto de 2005. A anotação da sequência está sendo empreendida pelo VectorBase e TIGR.